# Adam Lux
Adam Lux (27. prosince 1765 v Obernburgu nad Mohanem - 4. listopadu 1793 v Paříži) byl německý revolucionář a sympatizant Francouzské revoluce popravený během jakobínské hrůzovlády.

## Životopis
Adam Lux pocházel ze skromných poměrů, ale přesto vystudoval univerzitu v Mohuči. V 18 letech promoval u filozofa Johanna Heinricha Vogta s tezí o nadšení („De enthusiasmo“).
Našel si zaměstnání jako soukromý učitel u vyšší střední třídy kupecké rodiny Dumontů v Mohuči, do které se přiženil. Manželé získali zemědělský majetek v Kostheimu u Mohuče na pravém břehu Rýna, obdělávali pole a vinice a žili spíše v ústraní, hlavně studiem Rousseauových spisů. Lux nadále však udržoval kontakty s mohučskými vědci jako byli Nicolaus Vogt, Georg Christian Gottlieb Wedekind nebo Johann Georg Reuter.
Myšlenky Francouzské revoluce uvítal, stejně jako invazi republikánské armády do Mohuče 22. října 1792. Krátce nato se rodina přestěhovala do Mohuče. Vstoupil do tamního klubu jakobínů, ale jeho zdrženlivá osobnost neaspirovala na vedoucí roli. Dne 24. února 1793 byl zvolen do Rýnsko-německého národního shromáždění, zákonodárného orgánu Mohučské republiky, který byl založen podle francouzského vzoru.
Dne 21. března 1793 vyslalo shromáždění Adama Luxe spolu s přírodovědcem a spisovatelem Georgem Forsterem a obchodníkem Potockim do Paříže, aby získali francouzský souhlas k plánovanému připojení Mohuče k Francii. Na cestě je doprovázel komisař Nicolas Haussmann. Požadovaný souhlas byl udělen již 30. března, jeden den po jejich příjezdu. Návratu delegace však zabránilo obklíčením Mohuče jednotkami první koalice. Poslanci byli nuceni zůstat v Paříži.
Delegace z Mohuče dorazila do Paříže na vrcholu bojů mezi Horou a girondisty. Lux se již znal s předními girondisty v Mohuči. Byl přesvědčen, že jedině tato strana představuje svobodu založenou na právu a pořádku.
Náhodou byl Lux 17. července 1793 svědkem popravy Charlotte Cordayové. Hluboce dojatý napsal brožuru, v níž chválil Cordayovou jako hrdinku. Již v dopise ze 13. července, kdy Cordayová zavraždila jakobína Marata, napadl Horu jako zrádce Republiky. Podle očekávání byl zatčen a předveden před Výbor pro všeobecnou bezpečnost. Pokus Wedekinda zachránit ho tím, že jeho čin přisoudil lásce k Charlotte Cordayové, což by mu zachránilo hlavu, odmítl.